# Tubanajewka
Tubanajewka (ros. Тубанаевка) – wieś (sieło) w Rosji, w obwodzie niżnonowogrodzkim, w rejonie spaskim. W 2010 liczyła 180 mieszkańców.